# Belgweiler
Belgweiler là một xã thuộc huyện Rhein-Hunsrück bang Rheinland-Pfalz, phía tây nước Đức. Xã Belgweiler có diện tích 3,39 km², dân số thời điểm ngày 31 tháng 12 năm 2006 là 212 người.